# Hilja Valtonen
Hilja Ester Valtonen, född 30 september 1897 i Heinävesi, död 19 december 1988 i Imatra, var en finländsk författare.
Valtonen inledde sitt författarskap med att skriva skådespel för föreningsteatrar och publicera tidningsartiklar. Senare har flera av hennes romaner, som karaktäriseras av ledig och humoristisk replikering, dramatiserats för teater och film. Huvudpersonen i hennes böcker är ofta en modern, självständig kvinna, som till exempel i debutromanen Nuoren opettajattaren varaventtiili (1926).
Ur hennes rikliga produktion kan nämnas romanerna Kunnankirjuri (1932), Hätävara (1938), Rakas Vihtori (1950) samt skådespelen Autotyttö (1929), Vetovaimo (1942) och Häät nousoot (1954). Romanerna Omakehu (1973) och Ruskapäiviä (1976) innehåller självbiografiskt material. 

## Utmärkelser
- Riddartecknet av Finlands Lejons orden[1]

[Redigera Wikidata]